# Cherokeser

Cherokesernas flagga

Cherokeser, på cherokesiska ᎠᏂᏴᏫᏯ (ah-ni-yv-wi-ya, "det enda folket"), på engelska Cherokee, är ett irokesiskt folk vilket före européernas kolonisering av Nordamerika var bosatt i vad som idag är östra och sydöstra USA. Den räknades till de så kallade ”fem civiliserade stammarna” tillsammans med Chickasaw, Choctaw, Creek och Seminole. Dessa indianer blev betraktade som civiliserade av de vita för att de hade tillägnat sig många av kolonisternas seder, bland annat att hålla slavar och äga plantager. 
Cherokeser träffade för första gången de vita i början av 1500-talet och de var inblandade i alla blodiga krig i området. Men de var i första hand jordbrukare och jägare som var uppdelade i sju klaner. Det har gjorts en uppskattning att år 1650 levde ungefär 25 000 personer i deras huvudstad Echota och i de cirka 60 kringliggande byarna. Enligt US Census Bureau fanns det år 2000 i USA 729 533 personer som ansåg sig vara helt eller delvis cherokeser.

## Styre
Cherokeserna hade två slags stamråd. Ett styrde under fredstid och det andra var ett krigsråd. Det fanns också en medicinhövding som kunde medla mellan de båda stamrådens hövdingar, den vita hövdingen och den röda hövdingen, om det uppstod missämja mellan dem. Varje liten by hade sitt eget röda och vita stamråd.

### Vita rådet
Det vita stamrådet utgjordes av en vit hövding som hade en vicehövding vid sin sida, sju rådgivare (en ifrån varje klan), en chefstalare, ett litet råd av äldre män och ett råd av far- och mormödrar. De var gamla och visa och hade total kontroll över byns alla affärer.

### Röda rådet
Det röda stamrådet bestod av en röd krigshövding, hans vicehövding, sju stycken krigsrådgivare (en ifrån varje klan), en chefstalare, budbärare och spanare. Det röda rådet hade ansvar för att förklara krig när det fann det nödvändigt. Men det var rådet bestående av far- och mormödrar som beslutade vad som skulle hända med de krigsfångar som togs.

## Traditionella klaner

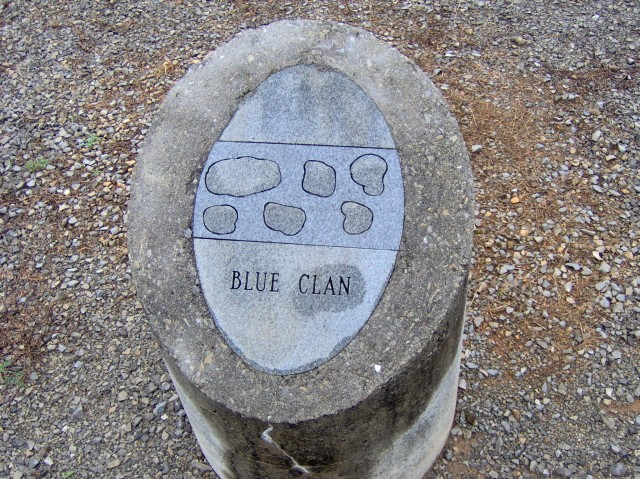
Blåklanens representation.

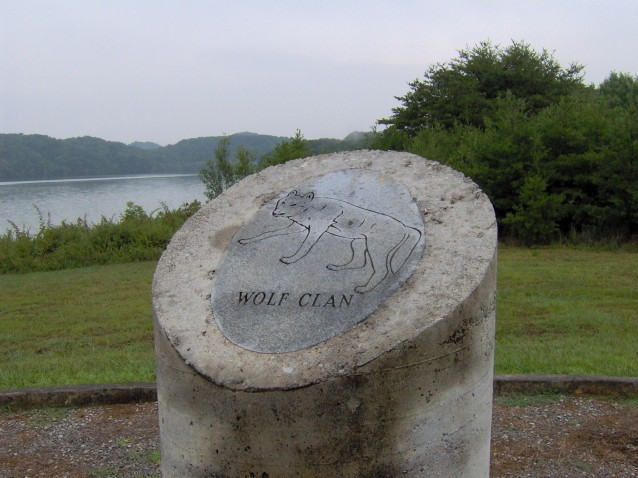
Vargklanens representation.

### Klanernas betydelse
Klanerna representerade de sju andliga, materiella och universella nivåer som utgjorde cherokesernas värld. De representerade en människas väg genom livet, från födsel till död och som förberedelse till ett liv efter detta. Det innebar inte att den som var medlem av en klan var på den nivån som klanen representerade. Klanerna var menade att skapa balans mellan de andliga krafter som rådde, och alla medlemmarna inom alla klaner ansågs vara jämställda.

### De sju klanerna
Blå klanen eller vildkattsklanen gjorde en medicin från en blåfärgad planta för att användas i reningsceremonier. Deras klanfärg var blå och deras träd var ask. De representerade renhet.
Långa håret-klanen eller vindklanen var stolta, fåfänga och hade håret i konstfulla uppsättningar. De var ofta lärare och historiker. Den vita hövdingen var oftast från den här klanen. Deras klanfärg var gul och deras träd var bok. De representerade den mänskliga rasen.
Fågelklanen var fågelskötare och skickliga att använda blåsrör och snaror för fågeljakt. Deras klanfärg var lila och deras träd var lönn. De representerade utvecklingen av det mänskliga intellektet.
Färgklanen gjorde och samlade in den heliga röda färg som användes till ceremonier. Stammens medicinmän och de vise männen kom traditionellt ifrån den här klanen. Deras klanfärg var vit och deras träd var Locust. De representerade den sociala strukturen.
Hjortklanen var känd för att vara skickliga hjortjägare och snabba löpare. Deras klanfärg var brun och deras träd var ek. De representerade själen och fortplantningen.
Vildpotatisklanen eller björnklanen var jordbrukare och samlare och hade till uppgift att samla in vildpotatis och andra nyttoväxter. De var jordens beskyddare och försvarare. Deras klanfärg var grön och deras träd var björk. De representerade jorden.
Vargklanen var den största och den mest framstående klanen och den klan som de flesta krigshövdingar kom ifrån. De var folkets beskyddare. Deras klanfärg var röd och deras träd var hickory. De representerade ett högre socialt medvetande.

## Moderna klaner
- Cherokee Nation
- Eastern Band of Cherokee Indians

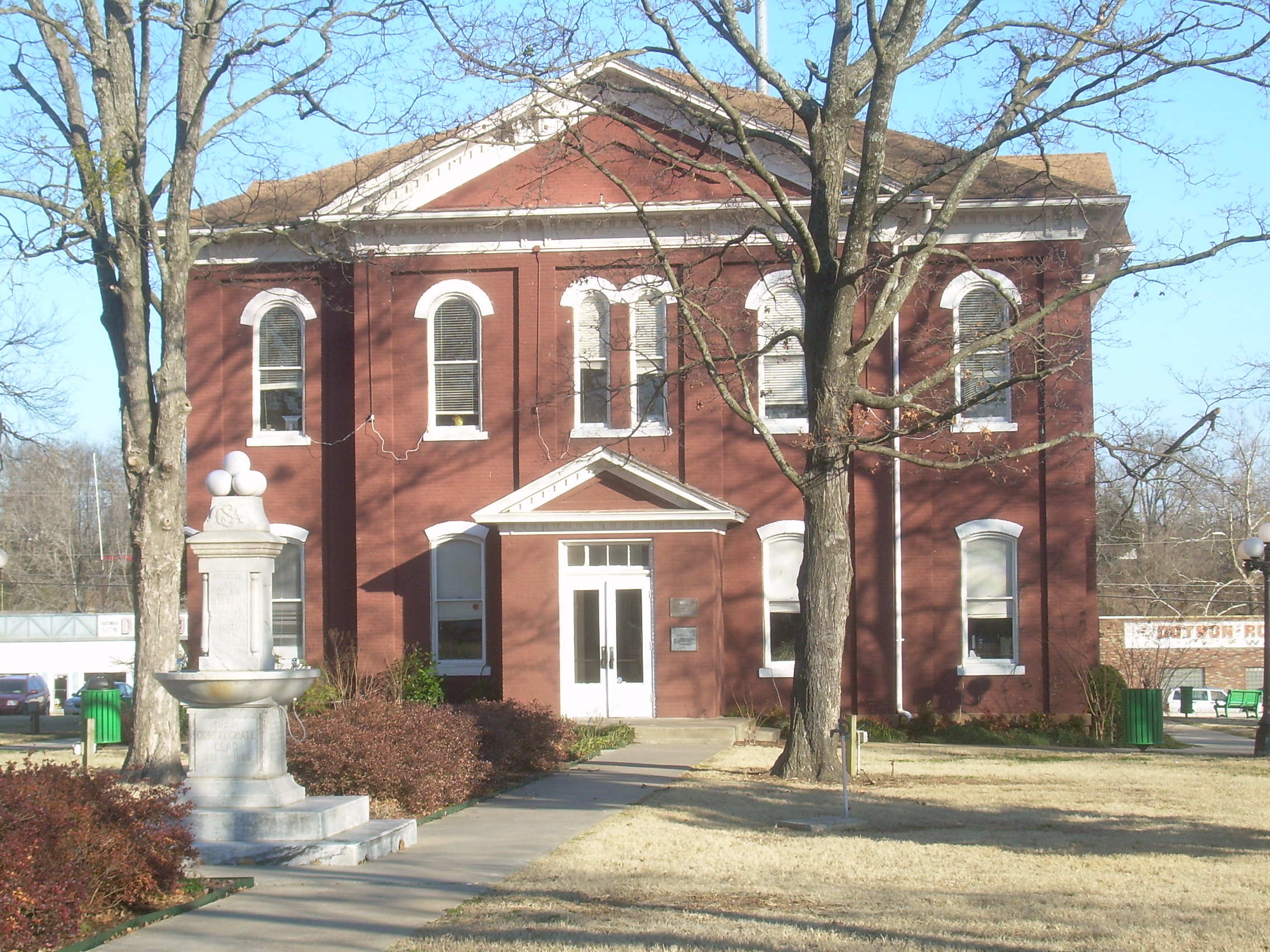
Cherokee Nation Historic Courthouse i Tahlequah, Oklahoma.

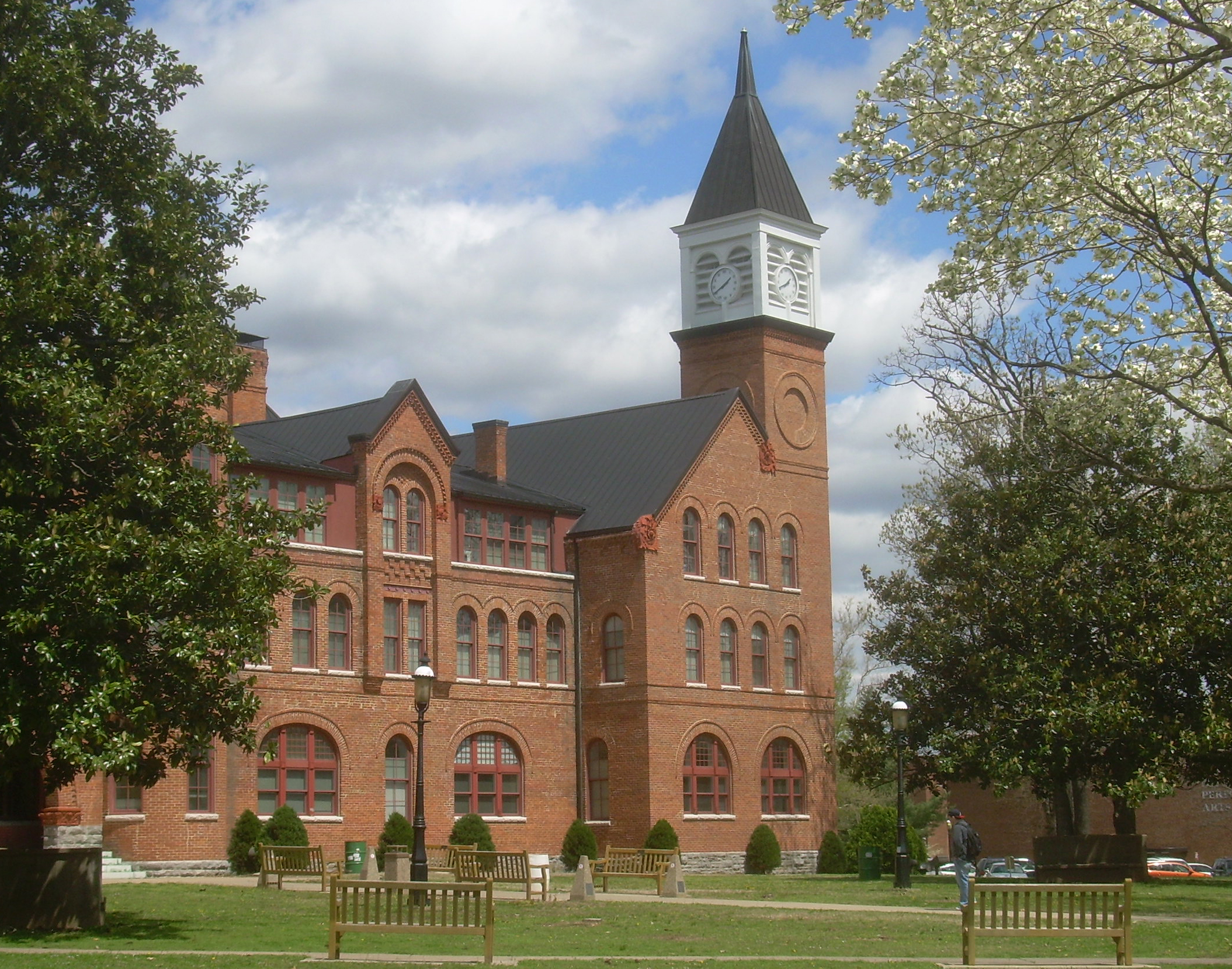
The Cherokee Female Seminary som byggdes 1889 av Oklahoma Cherokees.

- United Keetoowah Band of Cherokee Indians

The United Keetoowah Band of Cherokee Indians (UKB) formerade sitt styre under Indian Reorganization Act 1934 och fick federalt godkännande 1946. För att bli medlem i klanen krävs minst en fjärdedels "Cherokee-blod". Många medlemmar i UKB är ättlingar från Cherokeser som flyttade till Arkansas och Indianterritoriet före "The Trail of Tears".

## Familj

### Matrilinjärt samhälle
Cherokeser levde i ett matrilineärt samhälle, vilket innebär att släktskap räknades på moderns sida och att det var barnets morbror som såg till att barnet fick lära sig att jaga och kriga. Men fadern till ett barn fick, tillsammans med barnets farmor, bestämma vad han eller hon skulle heta. Men det gällde bara barn som var födda inom äktenskapet. Sju dagar efter födseln togs barnet till ett rinnande vatten och blev tvättad på sju ställen på kroppen.

### Äktenskap
Ett cherokes-äktenskap handlade lika mycket om de olika klanernas mormödrar som om paret självt. Det var inte tillåtet att gifta sig inom sin egen klan, eftersom de alla inom klanen ansåg sig vara bröder och systrar. En ung man som hade hittad sin tilltänkta fru var tvungen att få sin egen klanhövdings och flickans klanhövdings godkännande innan han ens fick börja sitt frieri. När den unge mannen blivit godkänd dödade han en hjort som han tog till flickans hem. Om hon lagade till köttet och bjöd honom på det accepterade hon hans frieri, men nekade hon att ta emot hjorten, sågs det som ett avslag. Om flickan hade tackat ja till hans frieri måste det unga paret ändå ha tillstånd ifrån båda sina mormödrar. Dessa hade det sista ordet ifråga om giftermål.

## Språk

Cherokesisk skrift som utläses tsalagi vilket betyder cherokes och cherokesiska.

Cherokesiskan hör till den irokesiska språkgruppen. Språket är ett polysyntetiskt tonspråk som saknar r-ljudet. Sequoyah, en cherokesisk silversmed, konstruerade ett skriftspråk. Runt år 1810 började han att arbeta med sitt skriftspråk med både romerska och kyrilliska tecken. Istället för att använda ett tecken för varje ord så delade han upp orden i stavelser så varje stavelse fick ett tecken. Det tog honom tolv år att skapa skriftspråket och fastän han i början blev betraktad som om han vore galen blev hans skriftspråk år 1825 förklarat som officiellt för cherokeser.

## Tårarnas väg
År 1838 påtvingades cherokeserna ett fördrag som innebar att de måste flytta till land väster om Mississippifloden. Eftersom fördraget inte hade godkänts av cherokesernas stamråd och merparten av cherokeserna, rättade sig inte cherokeserna efter det. Då beordrade presidenten Martin Van Buren federala trupper att samla ihop de 17 000 cherokeser som fanns i olika läger och tvångsförflytta dem. I lägren och på den 1 900 kilometer långa vägen till Ozarkbergen i Oklahoma beräknades det att mellan 4 000 och 6 000 människor omkom.
Tårarnas väg anses vara en av de svåraste händelserna i USA:s historia. År 2004 föreslog senator Sam Brownback att USA:s regering skulle, som han sa, "offer an apology to all Native Peoples on behalf of the United States" for past "ill-conceived policies by the United States Government regarding Indian Tribes."

## Amerikanska inbördeskriget

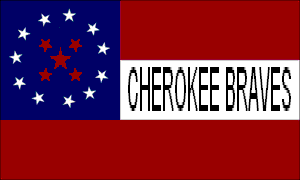
1st Cherokee Mounted Rifles

I samband med att det amerikanska inbördeskriget bröt ut utnämndes Stand Watie till överste i sydstatsarmén. Ett fördrag mellan sydstaterna och cherokeserna slöts som innebar att parterna ingick en allians med varandra.  
Stand Watie kom att föra befäl över regementet 1st Cherokee Mounted Rifles, men kom senare att föra befäl på divisionsnivå, och han blev i maj 1864 befordrad till brigadgeneral. När han den 23 juni 1865 kapitulerade, så var han den siste sydstatsgeneralen som kapitulerade, betydligt långt efter det att Robert E. Lee kapitulerade inför general Grant vid Appomattox tingshus den 9 april 1865.